# Monumento conmemorativo de las cien mil horas de vuelo
El monumento conmemorativo de las cien mil horas de vuelo, dedicado inicialmente «A LOS QUE HICIERON POSIBLE LAS PRIMERAS 100.000 HORAS DE VUELO DE LA ESCUELA DE REACTORES» y más tarde «A LOS PROFESIONALES DEL ALA 23 EN CONMEMORACION DE LAS 125000 HORAS EFECTUADAS EN F-5 / TALAVERA 1 JUNIO 2002», es «una de las pocas obras representativas de la figuración escultórica de los años sesenta en Extremadura», ejecutada exprofeso por el pintor y escultor español Guillermo Silveira (1922-1987) para su colocación en la antigua Escuela de Reactores (actual «Ala 23») de la Base Aérea de Talavera la Real, concretamente entre la torre de control y el parque de bomberos, en la que el artista estuvo destinado como meteorólogo del Ejército del Aire entre mayo de 1944 y mediados de 1947, primero, y definitivamente desde mediados de octubre de 1954 hasta su jubilación total en enero de 1987 como capitán auxiliar, previo pase a la «reserva activa» por OM de 3 de diciembre de 1981. Para su realización se utilizaron aglomerado de polvo de mármol (ya empleado con anterioridad en la figura de la Virgen de los Ángeles y los dos bajorrelieves laterales de 1960 y el boceto del Cristo Redentor de 1962) y hierro forjado.
Junto a las dos inscripciones ya transcritas situadas en la parte inferior del basamento se halla una pequeña placa indicativa en la que se lee «G. SILVEIRA 1969».

## Proyecto previo
Como se deduce del siguiente apunte ya a principios de la década de los sesenta el artista tenía intenciones de dedicar un monumento a la Aviación centrado en la plasmación de la imagen del héroe caído que iría ubicado en la citada Escuela de Reactores, si bien finalmente no llegó a realizarse:
- Monumento a la Aviación (boceto preparatorio), firmado y fechado «ENERO 1961 / Silveira» en la parte inferior izquierda; «GSilv[ei]ra» en el ángulo superior derecho. Inscripción en la parte inferior derecha «Estudio Relieve / PARA / MONUMENTO / AVIAcion / E./Reactores». Grafito y lápiz bicolor rojo-azul sobre papel reciclado, 23 x 32 cm. Col. particular, Badajoz.

## Historia y descripción de la obra
A finales de los años 1960 el artista residía con su familia en su domicilio estudio de la antigua calle del Pilar (hoy Avda. Antonio Montero Moreno) n.º 1-3.º izda. de la capital pacense, donde ejecutó la práctica totalidad de las obras de esta década. No obstante, habida cuenta de sus dimensiones y sobre todo de la complejidad inherente a la ejecución de este tipo de piezas, la escultura en cuestión fue realizada en las propias instalaciones de la escuela como se desprende de algunas fotografías en blanco y negro tomadas en pleno proceso de vaciado por el periodista del diario Hoy y futuro yerno del autor Fernando Saavedra Campos.
Se conoce también que a comienzos de 1969 o últimos meses del año anterior ya «tiene en la cabeza, a su manera, un proyecto para hacer en la base de Talavera la Real un homenaje a la Aviación».
A principios de mayo de 1970, es decir, «[una vez] erigido el monumento en el jardín de dicha Escuela» el diario Hoy publicó la siguiente noticia en la que con respecto a su autoría y características puede leerse:

Es autor del mismo el notable pintor y escultor Guillermo Silveira con obra artística suficientemente conocida y apreciada. Está realizado en piedra artificial y hierro, conjugando los colores blanco, gris y ocre, y su estructura sobrepasa los cinco metros de elevación.

Desde el punto de vista iconográfico representa a un hombre totalmente desnudo semiarrodillado sobre el componente horizontal de la escultura, sujeto con la mano derecha al vertical (en ambos se repite la figura de un ave diseñada de manera esquemática), mientras que en la palma de la izquierda aparece posada una especie de águila negra, con la cabeza girada hacia atrás, momentos antes de emprender el vuelo.

## Obras relacionadas
- «VISTA LATERAL EN ESCORZO» del monumento conmemorativo de las cien mil horas de vuelo (boceto), firmada y fechada «BADAJOZ -NOV- 1969. / G. SilveiraGG» en la parte derecha. Gouache sobre papel, 46 x 31 cm. «Guillermo Silveira». Museo Provincial de Bellas Artes. Badajoz, 26 de marzo-31 de mayo de 2009 (n.º 30). Col. particular, Badajoz.[18]

### Hemerografía
- Aranaz Rodríguez, Luis (feb.-mar. 1979). «XXV años de la Escuela de Reactores». Revista de Aeronáutica y Astronáutica (Madrid: Ejército del Aire): 113-127. DL M 5416-1960.
- Medina, Tico (23 ene. 1969). «Las cosas y las gentes de esta tierra: El pintor». Informaciones. Crónica de España (Madrid): 25.
- Pagador, José M.ª (7 feb. 1985). «Silveira: La miseria del mundo transformada en belleza». Hoy. Cultura (Badajoz) (2): I.
- REDACCIÓN (14 may. 1970). «Monumento en el Aeródromo Badajoz-Talavera la Real». Hoy (Badajoz): 11.
- VV. AA. (jun. 1971). «Arte». Revista de Fiestas (Ayuntamiento de Badajoz). La Minerva Extremeña. DL BA 143-1971. s. p.